# جيمس مكارثر
جيمس مكارثر (بالإنجليزية: James McArthur) مواليد 7 أكتوبر 1987 في غلاسكو، هو لاعب كرة قدم إسكتلندي يلعب مع كريستال بالاس كلاعب وسط. مثّل منتخب إسكتلندا لكرة القدم.

## مرحلة الشباب

### أندية لعب لها
- هاميلتون أكاديميكال

## المسيرة الاحترافية

### أندية لعب لها
- هاميلتون أكاديميكال
- ويغان أتلتيك
- كريستال بالاس

## روابط خارجية
- جيمس مكارثر على موقع الاتحاد الأوربي (الإنجليزية)
- جيمس مكارثر على موقع قاعدة بيانات كرة القدم.إي يو (الإنجليزية)
- جيمس مكارثر على موقع ناشيونال فوتبول تيمز (الإنجليزية)
- جيمس مكارثر على موقع Soccerbase.com (لاعب) (الإنجليزية)
- جيمس مكارثر على موقع Soccerway.com (الإنجليزية)
- جيمس مكارثر على موقع عالم كرة القدم.نت (الإنجليزية)
- جيمس مكارثر على موقع AS.com (الإسبانية)